# Mainliner: Wreckage from the Past
Mainliner: Wreckage from the Past è una raccolta delle prime registrazioni del gruppo punk statunitense Social Distortion, pubblicata il 18 luglio 1995 dalla Time Bomb Recordings e contenente brani registrati nel 1981. Si tratta di una raccolta di singoli e B-sides mai apparsi negli album della band, eccetto Moral Threat e All the Answers.

## Tracce
Tutti i brani scritti da Mike Ness tranne dove indicato.
1. 1945 (versione Posh Boy Records) – 1:52
2. Playpen (versione Posh Boy Records) – 2:40
3. Mainliner – 2:30
4. Moral Threat – 3:35
5. All The Answers – 2:12
6. Justice For All – 2:03
7. Under My Thumb (Mick Jagger/Keith Richards) – 2:04
8. 1945 (versione 13th Floor Records) – 2:03
9. Playpen (versione 13th Floor Records) – 2:58
10. Mass Hysteria – 2:41

## Crediti[2]
- Mike Ness - chitarra, voce
- Dennis Danell - basso, seconda chitarra
- Brent Liles - basso
- Irvin Jarrett - batteria
- Derek O'Brien - batteria
- Chaz - produttore, ingegneria del suono
- Social Distortion - produttore
- Gary Hirstius - produttore
- David Hines - ingegneria del suono
- Ed Colver - fotografia
- Mackie Osborne - art direction